# Parlamentswahl in Norwegen 1888
Die 27. Parlamentswahl in Norwegen fand im Jahr 1888 statt. Kurz vor der Wahl gesellte sich zu den beiden 1884 gegründeten Parteien die Moderate Venstre, eine konservative Abspaltung der Venstre.
- V: 37
- MV: 24
- H: 49

Die Wahlverliererin Venstre konnte noch bis ins Jahr 1889 ihre Regierung behaupten, dann wurde sie von einer Koalition aus Høyre und Moderate Venstre abgelöst.

## Resultate
| Partei*          | Stimmenanteil (%) | Veränderung gegenüber 1885 | Sitze | Veränderung gegenüber 1885 |
| ---------------- | ----------------- | -------------------------- | ----- | -------------------------- |
| Høyre            | 38,1              | +1,6 %                     | 49    | +19                        |
| Moderate Venstre | 19,9              | +19,9 %                    | 24    | +24                        |
| Venstre          | 42,0              | −21,4 %                    | 37    | −47                        |
| Total            | 100               |                            | 114   | 0                          |

* Die Parteizugehörigkeit von vier Abgeordneten ist unbekannt.